# (3114) Ercilla
(3114) Ercilla (1980 FB12; 1976 GT; 1977 SG2) ist ein Asteroid des inneren Hauptgürtels mit einem Durchmesser von ungefähr fünf Kilometern. Er wurde am 19. März 1980 vom chilenischen Astronomen Carlos Torres am Cerro El Roble-Observatorium auf dem Cerro El Roble im Nationalpark La Campana in der Región de Valparaíso in Chile (IAU-Code 805) entdeckt wurde. Er gehört zur Hertha-Familie, einer Gruppe von Asteroiden, die nach (135) Hertha benannt ist.

## Benennung
(3114) Ercilla wurde nach dem spanischen Edelmann, Soldat und Schriftsteller Alonso de Ercilla y Zúñiga (1533–1594) benannt, der für die Spanier gegen die Mapuche kämpfte. 1562 kehrte er nach Spanien zurück und verfasste sein Werk La Araucana.